# Бернулли, Ганс
Ганс Бенно Бернулли (нем. Hans Benno Bernoulli; 17 февраля 1876, Базель — 12 сентября 1959, Базель) — швейцарский архитектор, градостроитель, профессор университета; последователь теории свободной экономики Сильвио Гезелля.

## Биография
Происходил из семьи учёных Бернулли. Родился в Базеле 17 февраля 1876 года в семье служащего конторы Теодора Бернулли (1837–1909) и Марии Бидер (1845–1920).
Не окончив гимназию, стал учиться в коммерческом училище, которое также не окончил. В возрасте 18 лет начал учиться на чертежника у архитекторов Альфреда Романга и Вильгельма Бернулли. Затем, в 1897—1898 годах учился в Мюнхенском техническом университете, где был учеником Фридриха фон Тирша, который взял его на работу в свою частную архитектурную студию. При поддержке и содействии Тирша Бернулли в 1900 году поступил в Технический университет Карлсруэ, после окончания которого с 1901 по 1902 год стажировался у различных архитекторов в Дармштадте и Берлине. В 1902 году он поселился в Берлине в качестве внештатного архитектора и проработал там десять лет. В этот период Бернулли также совершил несколько учебных поездок в Австрию, Италию и Данию. Также он преподавал в Техническом университете и в учебном институте Берлинского музея декоративного искусства. В 1904 году в Берлине Бернулли женился на Анне Циглер, дочери пастора Генриха Циглера.
В 1912 году Базельское строительное товарищество назначило его своим главным архитектором и, таким образом, ввело его в совет директоров. В следующем году Бернулли был назначен преподавателем городского планирования в Швейцарском федеральном технологическом институте в Цюрихе и через шесть лет стал в нём профессором. Будучи экономистом-сторонником свободного рынка и последователем Сильвио Гезелля, он весьма критически высказывался о фискальной политике правительства и в 1938 году был отправлен в отставку.
В день его 71-летия Базельский университет присвоил ему почётную докторскую степень. С 1947 по 1951 год он был членом Национального совета Социально-либеральной партии Швейцарии.
После Второй мировой войны он помогал восстанавливать разрушенные города. Вместе с Сильвио Гезеллем Бернулли основал Швейцарскую федерацию свободной экономики. Как политик он придерживался социально-либеральных взглядов и был ярым сторонником строительства социального жилья с развитием городов-садов (например, домов Бернулли на Хардтурмштрассе в Цюрихе) и внедрения сборных строительных элементов в конце 1940-х годов. Дома в Цюрихе должны были продаваться по себестоимости, чтобы быть доступными для «Büezer» (рабочих). Долгое время Ганс Бернулли работал с Луи Леоном Вебером.
Участвовал в экспериментах по городскому планированию и реконструкции в Варшаве; работал консультантом в Венгрии и Австрии. Бернулли также основал журнал «Zeitschrift für eine natürliche Wirtschaftsordnung».
Умер в Базеле 12 сентября 1959 года. Похоронен на кладбище Вольфготтезаккер.